# Icona Vulcano
Icona Vulcano es un modelo biplaza deportivo de lujo de origen italiano que fue presentado en el Salón Internacional del automóvil de Shanghái (China) de 2013. El diseño del Icona es responsabilidad del director de diseño Samuel Chuffart.

## Motor
El bastidor del Icona Vulcano es obra del exdirector de Ferrari, Claudio Lombardi, autor de numerosos coches campeones del mundo.
Existen dos configuraciones disponibles: La primera consiste en un motor V12 de tracción trasera con una caja de cambios de tecnología avanzada junto a un sistema híbrido de tracción delantera capaz de desarrollar 950 CV. La otra configuración se basa en un V6 con doble turbo de tracción trasera junto a dos motores eléctricos que empujan el tren delantero, y que entrega una potencia total de 870 CV. El vehículo alcanza una velocidad máxima de 349 km/h. El tiempo de aceleración de 0 a 200 km/h es de menos de diez segundos,

## Características
El superdeportivo mide 4,450 m de longitud, 1,940 m de anchura y posee una distancia entre ejes o batalla de 2,695 m. El modelo con motor V6 pesa 1595 kg, y 1635 kg el V12.
Las llantas del Icona Vulcano están forjadas en aluminio, de 20 x 10 pulgadas en la parte delantera y 21 x 12,5 pulgadas en la parte trasera. Se montan en ellas neumáticos Pirelli P Zero de rendimiento ultra alto. Estos neumáticos tienen una sección de 355 mm en la parte trasera y 285 mm en la parte delantera; se han empleado nano-materiales en su fabricación y cuentan con un nuevo diseño en la banda de rodadura.
El sistema de frenado está desarrollado por Brembo, con una excelente disipación de calor, y pinzas de seis pistones. Usa discos cerámicos de carbono ligero de 380 mm para reducir la inercia.